# Jan Jan
«Jan Jan» (en armenio: Ջան Ջանl; en español: Mi amado) es una canción por las cantantes armenias Inga & Anush Arshakyan, y representó a Armenia en el Festival de la Canción de Eurovisión 2009, que tuvo lugar en Moscú, Rusia. La canción fue compuesta por Mane Akopyan, con las letras por Vardan Zadoyan y Avet Barseghyan.
La canción representó a Armenia en la primera semifinal el 12 de mayo de 2009, donde se representó el sexto lugar, después de Malena Ernman de Suecia con "La voix" y antes de Susanne Georgi de Andorra con "La teva decisió".

## Sencillos
| Año  | Sencillo  | Posición          | Posición                |
| Año  | Sencillo  | Bandera de Suecia | Bandera del Reino Unido |
| ---- | --------- | ----------------- | ----------------------- |
| 2009 | "Jan Jan" | 29                | 159                     |